# Septembre bleu
Albums de Dan Ar Braz
Musique pour les silences à venir...
(1985) Songs
(1990)
Septembre bleu est le sixième album studio de Dan Ar Braz, paru en 1988 par Sony BMG puis distribué par Keltia Musique. 
Pour la première fois son nom n'est pas écrit avec un « s » mais avec un « z ». L'album instrumental, basé sur la mer, se veut simple mais introspectif, face à l'étendue de l'océan ; regarder son reflet dans l'« eau claire » afin de lire son « âme » ou lire les « mots de sable ».

## Conception
Eric Serra, qui composa la musique du film Le Grand Bleu à la même époque, joue de la basse sur certains titres. Le claviériste Benoît Widemann, qui accompagne Dan Ar Braz depuis 1977, est toujours présent mais pour la dernière fois. François Daniel, qui participe à l'album précédent, est à nouveau à la basse. Stéphane Planchon, qui joue de la batterie, participe à la prise de son avec Benoît Widemann.
Pour le chroniqueur du site Forces Parallèles, « qui dit simplicité dit, comme ici, compositions simples, arrangements simples, pochette simple et séduction simple, puisque la beauté d'un tel disque vous saisit dès la première écoute ».

## Caractéristiques artistiques
Septembre bleuLe morceau titre permet d'apprécier en ouverture le "toucher" du guitariste sur les nappes de claviers, le tout reposant sur la rythmique de la basse et de la batterie et deux thèmes mélodiques simples.
Mariage au bord de la merUn dialogue enjoué entre la guitare et le piano.
The Lonely Kid on the Shore (« Le gamin solitaire sur la rive »)Dan Ar Braz se promène sur le rivage et s'envole au contact de ses cordes de guitare électrique. C'est un clin d’œil à l'enfance, à l'amour qu'un petit (le jeune Daniel) peut avoir pour l'eau.
L'eau de l'âmeNouveau dialogue entre guitare et claviers, un peu comme si la guitare racontait quelque chose.
De la presqu'île aux îles Un morceau plus calme avec une dominance de la guitare acoustique à cordes nylon. Il sonne très new age, avec la première partie de claviers seuls et sa construction autour de deux accords récurrents.  
Mots de sableUn morceau mélodieux, un peu dans la même lignée que Septembre bleu.
Blue in eau claireUne autre discussion entre la guitare de Dan et les claviers de Benoit Widemann, le batteur s'effaçant par l'utilisation des balais, ce qui donne une tonalité un peu plus jazzy, avec de plus le son du piano électrique Fender Rhodes.
Les Cathédrales de la mémoireMorceau épique plus rock avec la batterie très présente qui répond à la guitare électrique.
Theme for the Bay (« Thème de la baie »)Une conclusion un peu émouvante et nostalgique, comme si le dialogue ne voulait pas s'interrompre.

## Fiche technique

### Liste des titres
| No | Titre                         | Durée |
| -- | ----------------------------- | ----- |
| 1. | Septembre bleu                | 3:52  |
| 2. | Mariage au bord de mer        | 4:23  |
| 3. | The Lonely Kid on the Shore   | 3:47  |
| 4. | L'eau de l'âme                | 5:18  |
| 5. | De la presqu'île aux îles     | 4:14  |
| 6. | Mots de sable                 | 3:46  |
| 7. | Blue in Eau Claire            | 4:30  |
| 8. | Les cathédrales de la mémoire | 6:32  |
| 9. | Theme for the Bay             | 3:52  |

### Crédits
- Musiques : Dan Ar Braz
- Réalisation : Dan Ar Braz, Benoît Widemann

#### Musiciens
- Dan Ar Braz : guitares
- Benoit Widemann : claviers
- Stéphane Planchon : batterie
- François Daniel : basse
- Eric Serra : basse

#### Techniciens
- Enregistrements : Benoit Widemann, Stéphane Planchon
- Mixage : Claude Ermelin au Studio Davout
- Peinture : Jean-François Chaussepied
- Photos : Richard Dumas
- Conception graphique : Pierre Gaucher